# ریموند بامشالگر

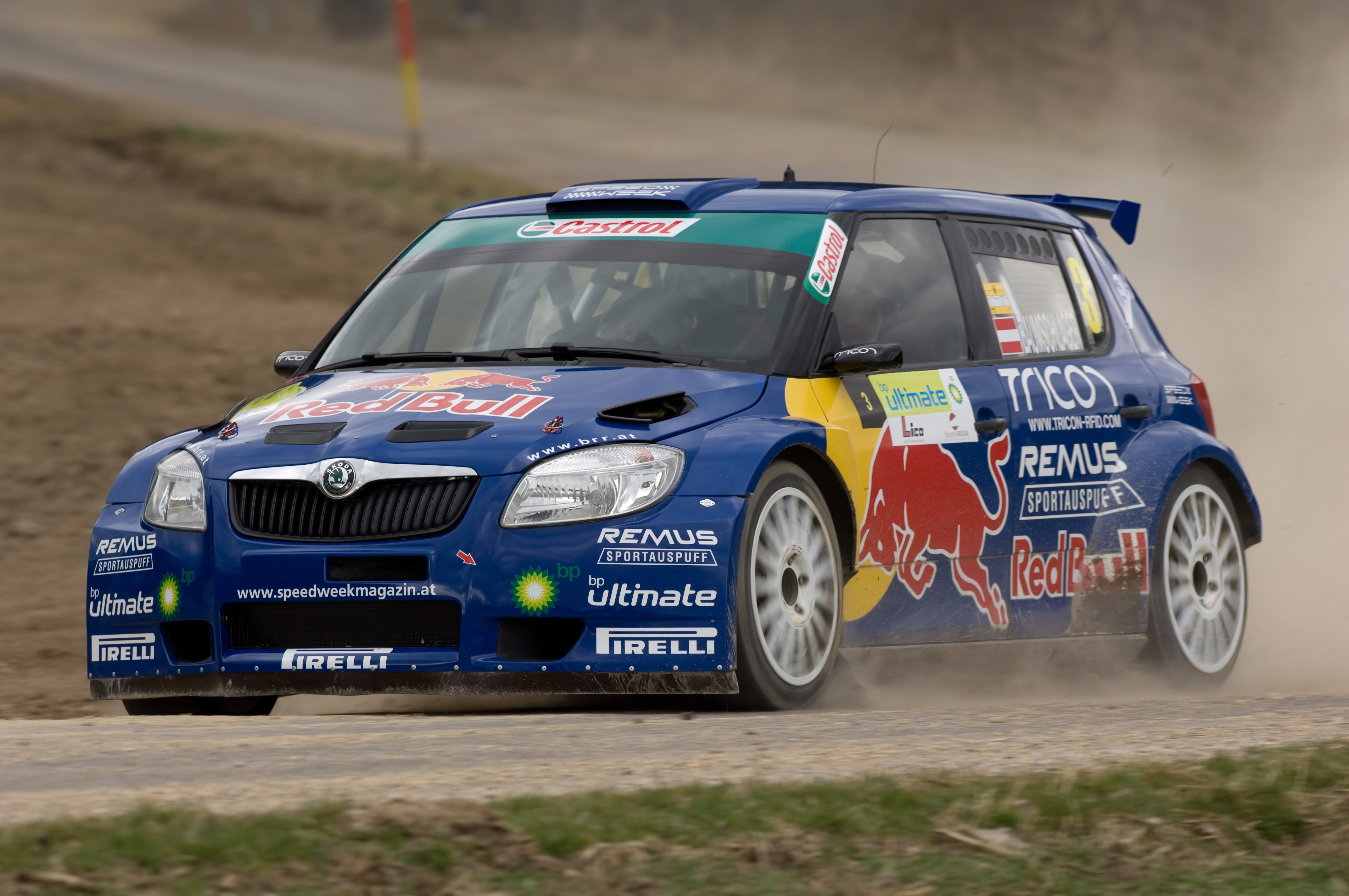
ریموند بامشالگر در مسابقه اتومبیل‌رانی در خودرو اسکودا فابریا اس۲۰۰۰

ریموند بامشالگر (زاده ۲۵ نوامبر ۱۹۵۲) راننده ی مسابقات اتومبیل‌رانی اهل اتریش است.